# Межове (Білоцерківський район)
Межове́ — село в Білоцерківському районі Київської області. Входить до складу Маловільшанської сільської громади.
Засноване в 1929 році.
Населення — близько 299 жителів.

## Населення

### Мова
Розподіл населення за рідною мовою за даними перепису 2001 року:
| Мова       | Кількість | Відсоток |
| ---------- | --------- | -------- |
| українська | 298       | 99.67%   |
| російська  | 1         | 0.33%    |
| Усього     | 299       | 100%     |

## Джерело
- Облікова картка на сайті ВРУ[недоступне посилання з липня 2019]

1. ↑  Рідні мови в об'єднаних територіальних громадах України — Український центр суспільних даних